# Witaminy B

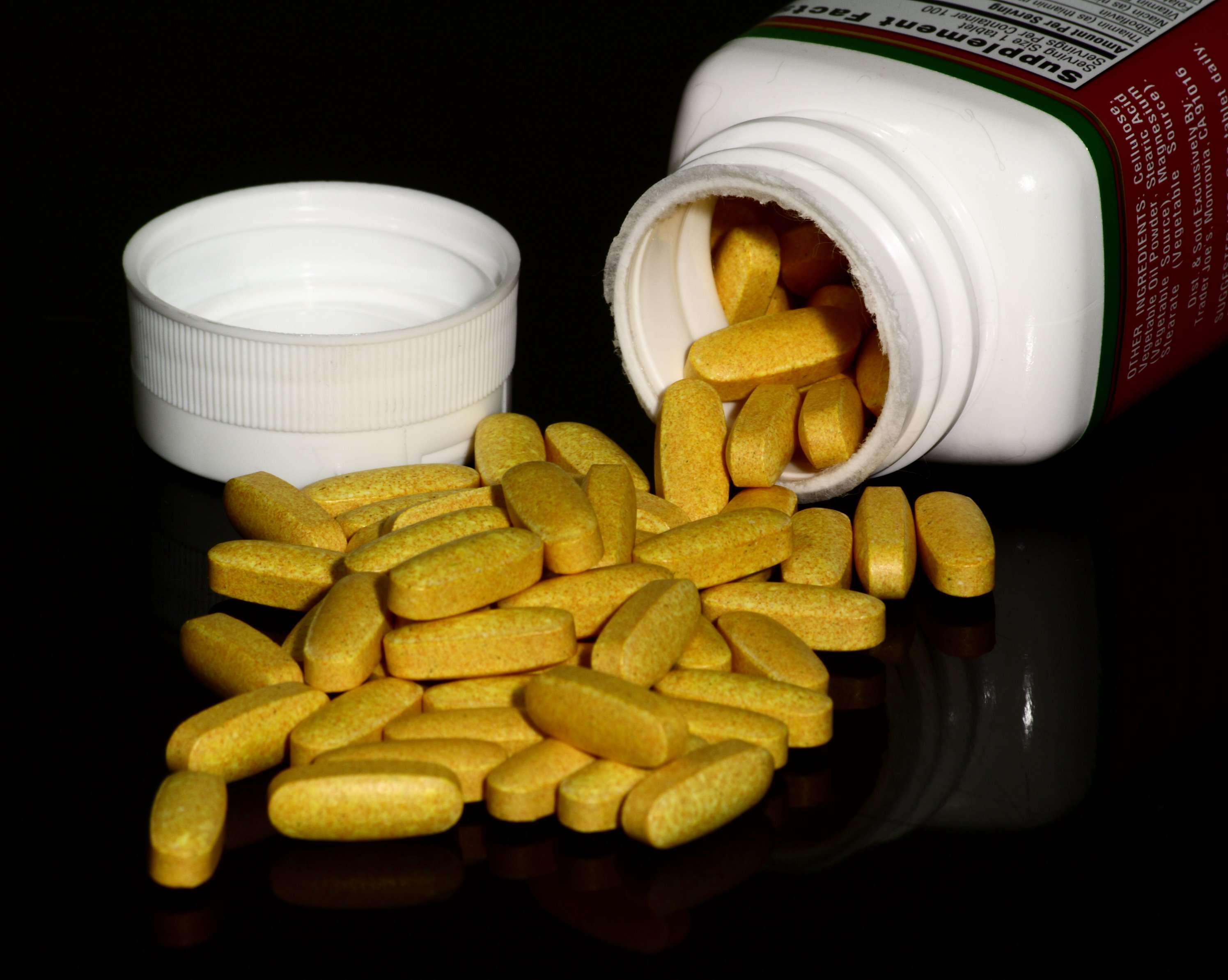
Witaminy z grupy B w tabletkach

Witaminy B – grupa witamin rozpuszczalnych w wodzie.

## Lista witamin B
| Nazwy witaminy                              | Uwagi |
| ------------------------------------------- | --- |
| witamina B1 (tiamina, aneuryna)             | |
| witamina B2 (ryboflawina)                   | E101 |
| witamina B3 (witamina PP)                   | Nazwą tą określane są 2 związki: niacyna (kwas nikotynowy) i nikotynamid.                                                                                             |
| witamina B5 (kwas pantotenowy)              | |
| witamina B6                                 | Nazwą tą określanych jest 6 związków: pirydoksyna, pirydoksal, pirydoksamina oraz ich fosforany (fosforan pirydoksyny, fosforan pirydoksalu, fosforan pirydoksaminy). |
| witamina B7 (witamina H, biotyna)           | |
| witamina B9 (kwas foliowy, folacyna)        | |
| witamina B12 (kobalamina, cyjanokobalamina) | |

## Inne substancje, których nazywanie mianem witamin uznano za kontrowersyjne lub błędne
| Kontrowersyjne lub błędne określenia | Kontrowersyjne lub błędne określenia |
| ------------------------------------ | --- |
| witamina B4                          | Dawna nazwa choliny i adeniny. |
| witamina B8 (inozytol)               | Inozytolu nie klasyfikuje się już jako witaminy, gdyż jest syntetyzowany przez organizm.                                                               |
| witamina B10 (witamina Bx)           | Błędna nazwa kwasu p-aminobenzoesowego (PABA). |
| witamina B13                         | Powszechnie nieakceptowana nazwa kwasu orotowego. |
| witamina B14                         | Hipotetyczna nazwa mieszaniny kwasu foliowego i kwasu p-aminobenzoesowego                                                                              |
| witamina B15                         | Kwas pangamowy, stosowany jako preparat przy profilaktyce wielu chorób (póki co rzadko zalecany przez lekarzy)                                         |
| witamina B16                         | Inozyt, inozytol (j.w.) |
| witamina B17                         | Nieakceptowane i wysoce kontrowersyjne (zaproponowane przez Ernsta Theodore’a Krebsa, Jr.) określenie mieszanki amigdaliny i jej formy zmodyfikowanej. |